# 于振起
于振起，中华人民共和国政治人物、外交官。
2005年，接替谢杭生，担任中华人民共和国驻保加利亚大使。2007年，由张万学接任。

## 荣誉
外国勋章奖章
- 一级老山勋章（保加利亚，2007年9月20日于索菲亚总统府颁发[2]）